# 지위협정
주둔군지위협정(駐屯軍地位協定, 영어: Status of Forces Agreement, SOFA)은 외국의 군대가 주둔하는 나라와 그 나라에 군대를 파견한 나라 사이의 협정을 말한다. 주둔군지위협정은 국제법과 국제관례상 외국 군대는 주둔하는 나라의 법률질서에 따라야만 한다. 다만 외국 군대는 주둔하는 나라에서 수행하는 특수한 임무의 효율적 수행을 위해 두 나라 법률의 범위 내에서 일정한 특권과 면제를 제공받게 되는데, 이는 파견국과 체류국 간에 주둔군지위협정(SOFA)의 체결로 보장된다. 현재 미국은 한국을 비롯해 일본, 호주, 그리스 등 40여 개 국가와 SOFA를 맺고 있다.

## 같이 보기
- 주한미군지위협정